# جاك تيتس
جاك تيتس (بالفرنسية: Jacques Tits)‏ (ولد في 12 أغسطس 1930، أوكل، بلجيكا)، هو رياضياتي بلجيكي المولد فرنسي الجنسية، ويعمل على نظرية الزمر والهندسة، ومن إسهاماته أبنية تيتس وبديل تيتس وزمرة تيتس. وهو حاصل على جائزة أبيل عام 2008 من الأكاديمية النرويجية للعلوم، والتي ذكرت أنه قد «أسس رؤية جديدة ومؤثرة للغاية تجاه الزمر بوصفها كائنات هندسية».